# Popis masovnih zločina nad Hrvatima u Domovinskom ratu
Popis masovnih ratnih zločina nad Hrvatima i Hrvatskoj odanim pripadnicima nacionalnih manjina u Domovinskom ratu.

## 1991.
| 1991.                                    | 1991.                         | 1991.                                               | 1991.                                                     | 1991. | 1991. |
| ---------------------------------------- | ----------------------------- | --------------------------------------------------- | --------------------------------------------------------- | --- | --- |
| Masovni zločin                           | Nadnevak/razdoblje            | Žrtve                                               | Počinitelj                                                | Osuđeni | Opis |
| svibanj 1991.                            |                               |                                                     |                                                           | | |
| pokolj u Borovu Selu                     | 2. svibnja 1991.              | 12 Hrvata, 3 Srbina                                 |                                                           | | Napad na policijsku ophodnju. Masakrirano 12 hrvatskih policajaca. |
| lipanj 1991.                             |                               |                                                     |                                                           | | |
| srpanj 1991.                             |                               |                                                     |                                                           | | |
| pokolj u Kuljanima                       | 26. srpnja 1991.              |                                                     | Pobunjeni Srbi.                                           | | Kod Dvora na Uni. Masakr zarobljenih civila. |
| pokolj u Zamlači                         | 26. srpnja 1991.              |                                                     | Četnici.                                                  | | Masakr hrvatskih policajaca. |
| pokolj u Strugi                          | 27. srpnja 1991.              | 12 osoba.                                           | Četnici iz Dvora na Uni.                                  | | Hrv.civili iz Zamlaća kao živi zid. Masakrirano 5 hrv. policajaca. Istog dana su ubijene još 3 osobe u Dvoru. |
| pokolj u Kozibrodu                       | 26. srpnja 1991.              | 10 osoba.                                           | Srp. vojska.                                              | | Pokolj pripadnika hrvatskog MUP-a. |
| pokolj kod Pastuše                       | potkraj srpnja 1991.          | 7 osoba.                                            | Srp. vojska.                                              | | 7 zatočenika: 4 civila, 1 pripadnik civilne zaštite i 2 hrv. branitelja. |
| kolovoz 1991.                            |                               |                                                     |                                                           | | |
| pokolj u Dalju                           | 1. kolovoza do prosinca 1991. | 39                                                  |                                                           | | Pokolj pripadnika hrvatskog MUP-a i ZNG-a. Pokolj 25 civila.20 policajaca Policijske postaje Dalj, Policijske uprave osječko-baranjske, 15 pripadnika ZNG-a i četiri pripadnika Civilne zaštite. Optuženici su optuženi ukupno za ubojstvo 112 do 135 ljudi. |
| pokolj u Budačkoj Rijeci                 | 4. kolovoza 1991.             | 3 hrv. policajca ubijena, 1 ranjen.                 |                                                           | | Pokolj pripadnika hrvatskog MUP-a. |
| pokolj u Lovincu                         | 8. kolovoza 1991.             | 5 osoba.                                            |                                                           | | Radnici na željeznici, ubili ih kolege s posla, iz susjednog sela. |
| teroristički napad u Belom Manastiru     | 13. kolovoza 1991.            | 3 osobe.                                            |                                                           | | 2 ubijena i 1 ranjeni prometni policajac, ubijen 1 i ranjena 2 specijalca. |
| pokolj u Kraljevčanima                   | 14. kolovoza 1991.            | 5 osoba.                                            |                                                           | | 5 staraca. |
| pokolj u Bjelovcu                        | 14. kolovoza 1991.            |                                                     |                                                           | | Kod Petrinje. |
| pokolj u Lovincu                         | 14. kolovoza 1991.            |                                                     |                                                           | | Kod Gospića. |
| pokolj u Peckima                         | 16. kolovoza 1991.            | 4 osobe.                                            | Srp. vojska.                                              | | 4 starije osobe. |
| Čuntić i Dragotinac.                     | 16. kolovoza 1991.            |                                                     |                                                           | | |
| Pokolj policajaca u Žutoj Lokvi          | 24. kolovoza 1991.            | 4 osobe.                                            | Srp. vojska.                                              | | Pokolj pripadnika hrvatskog MUP-a. |
| pokolj u Skeli kod Gline                 | 29. kolovoza 1991.            | 10 osoba.                                           |                                                           | | |
| rujan 1991.                              |                               |                                                     |                                                           | | |
| pokolj u Berku                           | 2. rujna 1991.                | 5 Hrvata.                                           | Srp.-cg. vojska.                                          | | Mnogi su odvedeni u logore i pobijeni poslije. |
| pokolj u Graboštanima, Stublju i Majuru. | 3. rujna 1991.                | 20 Hrvata.                                          | Srp. vojska.                                              | | Kod Hrv.Kostajnice. |
| pokolj u Četekovcu, Balincima i Čojlugu. | 3. rujna 1991.                | 24 Hrvata.                                          | Srp. vojska.                                              | | Kod Slatine. |
| pokolj u Kusonjama                       | 8. rujna 1991.                | 20 hrv. vojaka.                                     |                                                           | | 20 masakriranih gardista. Tijela su otkrivena potkraj siječnja 1992. |
| Petrinja, položaj oko nove bolnice.      | 18. rujna 1991.               | 17 osoba.                                           |                                                           | | 17 masakriranih pripadnika ZNG. |
| Ivanovo Selo                             | 21. rujna 1991.               | 7 osoba.                                            |                                                           | | 7 ubijenih, 12 ranjenih, 1 nestala osoba. Sve žrtve su Česi. |
| Tovarnik                                 | 22. rujna 1991.               | 68 osoba.                                           |                                                           | | |
| Babića Most                              | 24. rujna 1991.               | 3 civila.                                           | Četnici.                                                  | | |
| Brloška Dubrava                          | 24. rujna 1991.               | 7 civila.                                           | Četnici.                                                  | | |
| autokamp Grabovac, Plitvička Jezera      | 25. rujna 1991.               | 3 malodobne osobe.                                  | Srp. vojska. (JNA)                                        | | |
| listopad 1991.                           |                               |                                                     |                                                           | | |
| pokolj u Gornjem Viduševcu kod Gline     | 1. listopada 1991.            |                                                     |                                                           | | |
| pokolj u Novom Selu Glinskom             | 3. listopada 1991.            | 11 osoba.                                           |                                                           | | |
| pokolj u Čorcima                         | 4. listopada 1991.            | 5 civila                                            | milicija SAO Krajine; paravojne postrojbe                 | Nenad Pejnović, osuđen na 6 godina                                                                                           | |
| pokolj u Vagancu                         | 9. listopada 1991.            | 9 starijih civila.                                  |                                                           | | |
| pogrom u Lovasu                          | 10. listopada 1991.           |                                                     |                                                           | | |
| pokolj u Širokoj Kuli kod Gospića        | 13. listopada 1991.           | 34 osobe                                            |                                                           | Za zločin nitko nije odgovarao. Preciznije, oni koji su bili osuđeni u odsutnosti naknadno su oslobođeni svake odgovornosti. | Maskirani su lokalni Srbi 13. listopada 1991. u selu napravili prvi pokolj ubivši osam Hrvata. U narednim danima ubli su još 32 ljudi, među kojima je bila jedna cijela petočlana obitelj, kao i jedna djevojčica od 13 i dječak od 17 godina. Žrtve su prije pokolja mučili, vukli ih konjima po mjesnim puteljcima, brojne su ljude spalili, kao i sve hrvatske kuće. |
| pokolj u Bukovcu                         | 16. listopada 1991.           |                                                     |                                                           | | U općini Perušić. |
| pokolj u Novom Selu Glinskom             | 16. listopada 1991.           | 22 osobe.                                           |                                                           | | Kod Gline. |
| pokolj u Karancu                         | 17. listopada 1991.           | 4 hrv. civila                                       |                                                           | | Mučeni u policijskoj postaji Beli Manastir i smaknuti na farmi. |
| pokolj u selima Skakavcu i Brešanima.    | sredina listopada             | 9 civila.                                           |                                                           | | |
| pokolj kod sela Volinja                  | sredina listopada 1991.       | 5 pričuvnih policajaca i 2 civila.                  | 2 pripadnika specijalne jedinice milicije pobunjenih Srba | | Zarobljeni policajci i civile iz Kostajnice. |
| pokolj kod Baćina                        | 20. listopada 1991.           | 56 osoba                                            |                                                           | | |
| pokolj u Lipovači                        | 28. listopada 1991.           | 7 osoba.                                            | TO pobunjenih hrvatskih Srba.                             | | Lipovača/Drežnik. |
| studeni 1991.                            |                               |                                                     |                                                           | | |
| pokolj u Lušcu                           | 2. studenog 1991.             | 59 osoba.                                           | JNA i arkanovci.                                          | | Vukovarsko prigradsko naselje. |
| pokolj kod Petrinje                      | ? 1991.                       | ? osoba.                                            |                                                           | | [ 52 ] |
| pokolj u Petrinji                        | 4. studenog 1991.             | 76 osoba.                                           |                                                           | | [ 53 ] |
| pokolj u Petrinji                        | 5. studenog 1991.             | 4 osobe.                                            | 2 pripadnika spec. jedinice milicije SAO Krajine          | [ 55 ] | 4 civila. |
| pokolj u Poljanku                        | 7. studenog 1991.             | 10 civila.                                          |                                                           | | U općini Korenica. 8 u Vukovićima, 2 u Poljanku. |
| raketiranje Bizovca                      | 7. studenoga 1991.            | 9 osoba.                                            | JRZ                                                       | | Zrakoplovstvo JNA raketiralo civile. |
| pokolj u Erdutu                          | 9. studenog 1991.             | 15 osoba.                                           | TO SAO SBZS i arkanovci.                                  | | Žrtve su Hrvati i Mađari. Arhivirana inačica izvorne stranice od 2. lipnja 2008. (Wayback Machine) |
| pokolj u Erdutu                          | 11. studenog 1991.            | 5 civila.                                           | TO SAO SBZS i arkanovci.                                  | | Žrtve su Hrvati i Mađari. Arhivirana inačica izvorne stranice od 2. lipnja 2008. (Wayback Machine) |
| pokolj u Saborskom                       | 12. studenog 1991.            | 29 osoba.                                           | JNA i pobunjeni Srbi iz Plaškog.                          | | |
| pokolj u Kostrićima                      | 15. studenoga 1991.           | 16 hrv. civila (2 djece od 2 i 4 godine.)           | Srp. odmetnici.                                           | | Kod Hrv. Kostajnice. |
| Ovčara                                   | 18. studenog 1991.            | 255-264 osobe                                       |                                                           | | |
| Masakr u Škabrnji                        | 18. studenog 1991.            | 48-86 osobe                                         |                                                           | | |
| pokolj u Nadinu                          | 19. studenoga 1991.           | 14 osoba.                                           | JNA                                                       | | |
| pokolj u selu Klancu                     | sredina studenog 1991.        | 20 hrv. civila.                                     | Četnici.                                                  | | Kod Slunja. |
| pokolj u Dabru                           | 21. listopada 1991.           | 7 osoba.                                            |                                                           | | Kod Vrhovina. Ekshumirani su 4. travnja 1992. |
| pokolj u Vrhovinama                      | 22. i 23. studenog 1991.      | 8 hrv. civila.                                      | Četnici.                                                  | | Vrhovine i Dabar. |
| prosinac 1991.                           |                               |                                                     |                                                           | | |
| pokolj u Smoljancu                       | 4. prosinca 1991.             | 7 osoba.                                            |                                                           | | Plitvički kraj. |
| pokolj u Kukuruzarima                    | 4. prosinca 1991.             | 3 hrv. civila.                                      | Srp. teroristi.                                           | | Banija. |
| pokolj u Čanku                           | 10. prosinca 1991.            | Uk. 6 civila.; 7. civil ubijen je 30. travnja 1994. |                                                           | | U općini Korenica. |
| pokolj u Gornjim Jamama                  | 11. prosinca 1991.            | 15 hrv. civila (3 malodobne djece)                  | Pripadnici postrojbe t.zv. RSK t.zv. "šiltovi".           | | Gornje Jame, Glina. |
| pokolj u Voćinu i Humu kod Slatine       | 12. – 14. prosinca 1991.      | 47 hrv. civila.                                     |                                                           | | Voćin i Hum kod Slatine. |
| pokolj u Joševici                        | 16. prosinca 1991.            | 21 hrvatski civil (4 djece).                        | IDG Jose Kovačevića i "Šiltovi".                          | | Joševica na Banovini, kod Gline., |
| pokolj u Bruškoj                         | 26. prosinca 1991.            | 10 osoba                                            | 3 pripadnika Milicije Krajine.                            | | Zaseok Gornji Marinovići. Ubijeno 9 Hrvata i 1 Srbin. |
| pokolj u Erdutu                          | 26. prosinca 1991.            | 7 osoba.                                            |                                                           | | Žrtve su Hrvati i Mađari. |
| pokolj u Jasenicama                      | 30. prosinca 1991.            | 5 hrv. civila (5 staraca).                          |                                                           | | U zadarskom zaleđu. |
| nepoznati mjesec 1991. – 92.             |                               |                                                     |                                                           | | |
| pokolj u Lipovači                        | 1. siječnja 1992.             | 5 osoba.                                            | Četnici                                                   | | Lipovača |
| pokolj kod Maje                          | nepoznat nadnevak             | n/p o broju žrtava                                  |                                                           | | JI od Gline. |
| pokolj kod Topuskog                      | nepoznat nadnevak             | n/p o broju žrtava                                  |                                                           | | |
| pokolj kod Staze                         | nepoznat nadnevak             | n/p o broju žrtava                                  |                                                           | | Južno od Sunje. |
| pokolj kod Đulovca                       | nepoznat nadnevak             | n/p o broju žrtava                                  |                                                           | | Između Grubišnog Polja i Slatine. |
| pokolj kod V. Peratovice                 | nepoznat nadnevak             | n/p o broju žrtava                                  |                                                           | | Sjeverno od Grubišnog Polja. |
| pokolj kod Lađevca                       | 2. siječnja                   | 9 ubijenih civila.                                  |                                                           | | SZ od Okučana. |
| pokolj u Furjanu                         | 2. siječnja                   | 7 ubijenih civila.                                  |                                                           | | |
| pokolj kod Vukmanića                     | nepoznat nadnevak             | n/p o broju žrtava                                  |                                                           | | JI od Karlovca. |
| pokolj kod Barilovića                    | nepoznat nadnevak             | n/p o broju žrtava                                  |                                                           | | JI od Duge Rese, južno od Karlovca. |
| pokolj kod Slunja                        | nepoznat nadnevak             | n/p o broju žrtava                                  |                                                           | | Selo Klanac u gornjem tekstu?. |
| pokolj kod Sv. Roka                      | nepoznat nadnevak             | n/p o broju žrtava                                  |                                                           | | |
| pokolj kod Kruševa                       | nepoznat nadnevak             | n/p o broju žrtava                                  |                                                           | | |
| pokolj kod Ervenika                      | nepoznat nadnevak             | n/p o broju žrtava                                  |                                                           | | |
| pokolj kod Potkonja                      | 1. svibnja 1991.              |                                                     |                                                           | | |
| pokolj kod Miljevaca                     | nepoznat nadnevak             | n/p o broju žrtava                                  |                                                           | | |
| pokolj kod Darde                         | nepoznat nadnevak             | n/p o broju žrtava                                  |                                                           | | Karanac iz gornjeg teksta? |
| pokolj kod Erduta                        | nepoznat nadnevak             | n/p o broju žrtava                                  |                                                           | | |
| pokolj kod Dalja                         | nepoznat nadnevak             | n/p o broju žrtava                                  |                                                           | | |
| pokolj kod Ćelija                        | nepoznat nadnevak             | n/p o broju žrtava                                  |                                                           | | |
| pokolj u Tordincima                      | 25. – 26. listopada 1991.     | 208                                                 |                                                           | | |
| pokolj kod Bogdanovaca                   | nepoznat nadnevak             | n/p o broju žrtava                                  |                                                           | | |
| pokolj kod Berka                         | nepoznat nadnevak             | n/p o broju žrtava                                  |                                                           | | Između Berka i Đeletovaca. |
| pokolj kod Lovasa                        | nepoznat nadnevak             | n/p o broju žrtava                                  |                                                           | | |
| pokolj kod Tovarnika                     | nepoznat nadnevak             | n/p o broju žrtava                                  |                                                           | | |

## 1992.
| 1992.                                          | 1992.                    | 1992.                        | 1992.                    | 1992.                                       | 1992.                                       |
| ---------------------------------------------- | ------------------------ | ---------------------------- | ------------------------ | ------------------------------------------- | ------------------------------------------- |
| Masovni zločin                                 | Nadnevak/razdoblje       | Žrtve                        | Počinitelj               | Osuđeni                                     | Opis                                        |
| siječanj 1992.                                 |                          |                              |                          |                                             |                                             |
| pokolj u Polju i Lađevačkom selištu.           | 16. – 21. siječnja 1992. | 10 osoba.                    | Četnici.                 |                                             | 10 hrv. civila. Kod Slunja.                 |
| pokolj u zaseoku Šašićima kod Ervenika (Knin). | 18. siječnja 1992.       | 4 osobe (2 malodobne djece.) | Četnici.                 |                                             |                                             |
| travanj 1992.                                  |                          |                              |                          |                                             |                                             |
| pokolj u Vukovaru                              | 9. travnja 1992.         | 4 osobe.                     | Pripadnici TO t.zv. RSK. | Nikola Dukić zvani Gidža i Slavko Petrović. | 4 civila.                                   |
| svibanj 1992.                                  |                          |                              |                          |                                             |                                             |
| granatiranje Slavonskog Broda                  | 3. svibnja 1992.         | 6 osoba.                     | Velikosrpske snage.      |                                             | 6 djece.                                    |
| lipanj 1992.                                   |                          |                              |                          |                                             |                                             |
| pokolj u Rodaljicama                           | 14. lipnja 1992.         | 4 osobe.                     | Pobunjeni Srbi.          |                                             | Kod Benkovca. Unatoč nazočnosti UNPROFOR-a. |
| prosinac 1992.                                 |                          |                              |                          |                                             |                                             |
| pokolj u Šopotu kod Benkovca                   | 4. prosinca 1992.        | 4 osobe.                     | četnici                  |                                             | 4 hrv. civila.                              |

## 1993.
| 1993.                                        | 1993.              | 1993.    | 1993.                                                    | 1993.   | 1993.                                             |
| -------------------------------------------- | ------------------ | -------- | -------------------------------------------------------- | ------- | ------------------------------------------------- |
| Masovni zločin                               | Nadnevak/razdoblje | Žrtve    | Počinitelj                                               | Osuđeni | Opis                                              |
| siječanj 1993.                               |                    |          |                                                          |         |                                                   |
| pokolj u Zatonu Obrovačkom                   | 26. siječnja 1993. | 7 osoba  | 3 pripadnika milicije pobunjenih Srba.                   |         | 7 civila.                                         |
| veljača 1993.                                |                    |          |                                                          |         |                                                   |
| pokolj u Medviđi                             | 9. veljače 1993.   | 10 osoba | pobunjeni Srbi                                           |         | 10 civila.                                        |
| pokolj u Dragišićima                         | 24. veljače 1993.  | 4 osobe  | pobunjeni Srbi: paravojne postrojbe i milicija t.zv. RSK |         | zarobljeni hrv. branitelji                        |
| lipnja 1993.                                 |                    |          |                                                          |         |                                                   |
| zločin na plaži Soline                       | 14. lipnja 1993.   | 5 osoba  | pobunjeni Srbi                                           |         | 5 ubijenih i 7 teško ranjenih civila.             |
| kolovoz 1993.                                |                    |          |                                                          |         |                                                   |
| pokolj između Donjih Grahovljana i Dragovića | 5. kolovoza 1993.  | 4 osobe  | pobunjeni Srbi                                           |         | 4 ubijena i 4 ranjena hrv. policajca.             |
| rujan 1993.                                  |                    |          |                                                          |         |                                                   |
| pokolj u Kusonjama                           | 8. rujna 1993.     | 3 osobe  | četnici                                                  |         | 3 civila, 11 ranjenih. Od mine, prigodom počasti. |

## 1994.
| 1994.            | 1994.              | 1994. | 1994.      | 1994.   | 1994.                                             |
| ---------------- | ------------------ | ----- | ---------- | ------- | ------------------------------------------------- |
| Masovni zločin   | Nadnevak/razdoblje | Žrtve | Počinitelj | Osuđeni | Opis                                              |
| svibanj 1994.    |                    |       |            |         |                                                   |
| pokolj u Vukovju | 9. veljače 1993.   |       |            |         | 4 civila. Iz Vukovja odvedeni u Batinjsku Rijeku. |

## 1995.
| 1995.                 | 1995.              | 1995.                 | 1995.                      | 1995.                                                     | 1995.                                                                                 |
| --------------------- | ------------------ | --------------------- | -------------------------- | --------------------------------------------------------- | ------------------------------------------------------------------------------------- |
| Masovni zločin        | Nadnevak/razdoblje | Žrtve                 | Počinitelj                 | Osuđeni                                                   | Opis                                                                                  |
| svibanj 1995.         |                    |                       |                            |                                                           |                                                                                       |
| raketiranje Zagreba   | 2. svibnja 1995.   | 7 mrtvih.             | Pobunjeni Srbi.            | Mile Martić (kao nalodogadavac) Izvršitelji nisu osuđeni. | 7 ubijenih civila, 194 ranjenih.                                                      |
| kolovoz 1995.         |                    |                       |                            |                                                           |                                                                                       |
| bombardiranje Gospića | 4. kolovoza 1995.  | 3 mrtvih, 6 ranjenih. | Pobunjeni Srbi i bos.Srbi. | 2 osumnjičenih nalogodavaca.                              | Bombardiranje civilnog dijela Gospića. 3 ubijenih (14, 18, 32 g.), 6 ranjenih civila. |

## Vanjske poveznice
- Ivan Bilić: Kronologija raspada SFRJ i stvaranje Republike Hrvatske do 15. siječnja 1992., National security and the future, sv.6 br.1-2. ožujak 2005.,
- Hrvatske žrtve koje nitko ne spominje  Arhivirana inačica izvorne stranice od 3. listopada 2009. (Wayback Machine)
- Domovinski rat
- Državno odvjetništvo RH  Arhivirana inačica izvorne stranice od 14. prosinca 2007. (Wayback Machine) Podnijet istražni zahtjev protiv više osoba zbog ratnog zločina protiv civilnog stanovništva i ratnog zločina protiv ratnih zarobljenika
- Nove optužnice za zločine na Banovini  Arhivirana inačica izvorne stranice od 12. prosinca 2007. (Wayback Machine)
- (engl.) Massacre Over Civilians During the War in Croatia
- Index.hr Hrvatsko pravosuđe kao da plaćaju Srbi
- HIC  Arhivirana inačica izvorne stranice od 15. rujna 2008. (Wayback Machine) 2110 žrtava u 141 masovnoj grobnici, 28. rujna 2005. (članak iz Večernjeg lista)
- Sabor  Arhivirana inačica izvorne stranice od 13. kolovoza 2007. (Wayback Machine) Obilježavanje i mjesta masovnih grobnica iz Domovinskog rata obilježena postavljanjem spomen-obilježja
- Izvješća koja je bilo teško slušati: Opisani detalji masakra, 6. ožujka 2014.